# Aedes gurneyi
Aedes gurneyi är en tvåvingeart som beskrevs av Stone och Richard Mitchell Bohart 1944. Aedes gurneyi ingår i släktet Aedes och familjen stickmyggor. Inga underarter finns listade i Catalogue of Life.